# Det var en berusande balnatt
Det var en berusande balnatt är en tysk dramafilm från 1939 i regi av Carl Froelich.
Filmen som utspelas på 1860-talet behandlar en fiktiv kärlekstriangel mellan den store ryske kompositören Pjotr Tjajkovskij och två kvinnor. Tonsättarens stora kärlek Katja spelas av Zarah Leander, som fick en framgångsrik tysk karriär i flera filmer med regissören Froelich. Filmen utgår fritt från Tjajkovskijs liv för att visa upp det gamla Ryssland som ett operettrike där Leander får många tillfällen att brista ut i sång.
Filmens svenska premiär skedde i oktober 1939 på biografen China i Stockholm. Den visades i TV2 annandag jul 1981.

## Rollista
- Zarah Leander - Katharina Alexandrowna Murakina
- Aribert Wäscher - Michael Iwanowitsch Murakin
- Hans Stüwe - Pjotr Tjajkovskij
- Marika Rökk - Nastassja Petrowna Jarowa
- Leo Slezak - Professor Otto Hunsinger
- Fritz Rasp - Porphyr Philippowitsch Kruglikow
- Paul Dahlke - Iwan Casarowitsch Glykow
- Karl Hellmer - Stepan
- Wolfgang von Schwindt - onkel Jarow
- Kurt Vespermann - Ferdyschtschenko